# レンピラ (レンカ族)
レンピラ（スペイン語表記：Lempira）は、中央アメリカ西ホンジュラスのレンカ族の首長。1530年代にスペイン人フランシスコ・デ・モンテーホのホンジュラス地域への侵略に対し、抵抗し勢力を指揮した。スペイン人征服者に抵抗した勇士として史料に残されている。

## 生涯に関する2つの説
レンピラの生涯には主に2通りの説がある。一つは、スペイン黄金世紀の歴史家アントニオ・デ・エレーラ・イ・トルデシリャス（Antonio de Herrera y Tordesillas）による「カスティーリャ人の一般的史実（Historia general de los hechos de los castellanos …、1626年セビリアにて出版）」に登場するもので、レンピラはレンカ族のカレス（Cares）というグループの首班エンティピカ（Entipica）によって任命された主将としてのもの。エレーラは、レンピラはレンカ語で「山々の士」のような意味であり、レンカの町200ヶ所以上から3万人の兵士を指揮していたと記述している。1537年、ホンジュラスでは広範な地域で先住民の蜂起があり、カレスはスペイン王国支配に抵抗したグループであった。
スペイン軍は総督フランシスコ・デ・モンテーホの指示通り、グラシアス・ア・ディオス県近くのセルキンでレンピラを攻撃した。レンピラは高地の砦に後退し、何ヶ月も抵抗を継続した。最終的に砦からおびき出し、火縄銃を持つ兵士が待ち伏せし発砲し、レンピラを殺害した。その後、レンカ族は降伏したとエレーラは伝える。ホンジュラスの学校ではこの内容を史実として教えている。
1980年代になり、ホンジュラスの歴史家マリオ・フェリペ・マルティネス・カスティージョ（Mario Felipe Martínez Castillo）は、1558年にメキシコシティで出版され、セビリアで発見された、ロドリゴ・ルイスによる「Méritos y Servicios: Rodrigo Ruiz, Nueva España」という書物に全く違った内容を発見した。この書物は、ロドリゴ・ルイスがホンジュラスでモンテーホ軍に従軍中の記録で、レンピラ殺害の内容があった。スペイン王がルイスに下問し、目撃談を回答する内容となっている。内容は下記の通り。
| 「 | ...首を刎ねた後、敵は撤退し4日間は当方が全都市を制圧、スペイン王に対し服従を見せたので、グラシアス・ア・ディオスの町を創設しました。真実かどうかは彼らに聞いてください。自分自身、武器、馬、代償などにもかかわらずまだ報酬を頂いておりません（Archivo General de Indias, Méritos y Servicios: Rodrigo Ruiz, Nueva España.） | 」 |

ロドリゴ・ルイスはスペイン王に対し、さらに主張を続けたが、100ページに亘る文書上には目撃者の証言があり、彼の主張の正しさを裏付けていた。ルイスは1,000ペソの報酬を要求した。興味深いことに、現在ホンジュラスのレンカ族に伝わる伝承でもルイスの説と合致しており、レンピラはスペイン軍の銃弾をよけるためスペイン軍の防具を身に付けていたとされ、待ち伏せで殺害されたのではなく、戦闘で死亡したとされている。

## 後世への影響
1931年、ホンジュラス政府はこの勇士レンピラの偉業にちなみ、自国の通貨をレンピラに改称した。1943年には、グラシアス県をレンピラ県に改称した。1957年、ホンジュラスの小説家ラモン・アマヤ・アマドール（Ramón Amaya Amador）はレンピラを題材に「El señor de la sierra（山々の男）」という小説を書いた
。